# 진주 이씨
진주 이씨(晋州 李氏)는 경상남도 진주시를 본관으로 하는 한국의 성씨이다.

## 역사
시조 이군재(李君梓)는 경주 이씨의 시조 이거명(李居明)의 후손으며, 조선에서 이조판서(吏曹判書)를 지냈다.
이후 조선 태조에게 직간(直諫)을 하다 유배를 가게 되어 유배지인 성천(成川)에 살면서 고향 진주에 있는 형 이영재(李英梓)를 생각하며 본관을 진주로 삼았다고 한다.

## 참고 자료
- “진주 이씨(晋州 李氏)”. 뿌리를 찾아서.[깨진 링크(과거 내용 찾기)]